# محمد بن سلمان بن حمد آل خليفة
محمد بن سلمان بن حمد آل خليفة (ولد في 11 نوفمبر 1992) سياسي وعسكري بحريني. ينتمي إلى العائلة الحاكمة آل خليفة. جده هو ملك البحرين الملك حمد بن عيسى آل خليفة ووالده هو ولي العهد رئيس مجلس الوزراء الأمير سلمان بن حمد آل خليفة. يعتبر في المرتبة السادسة في خط الخلافة على العرش البحريني.

## النشأة والتعليم
وُلد محمد بن سلمان آل خليفة النجل الثاني لولي عهد البحرين سلمان بن حمد آل خليفة من زوجته آنذاك هالة بنت دعيج آل خليفة في 11 نوفمبر 1991.
تلقى تعليمه الابتدائي في مدرسة ابن خلدون الوطنية. أنهى المرحلة الثانوية في مدرسة البحرين في عام 2009. انضم بعد تخرجه من الثانوية العامة إلى أكاديمية ساندهيرست العسكرية الملكية في المملكة المتحدة في 9 يناير 2010. تخرج من الأكاديمية في 15 أبريل 2011 حيث حصل على جائزة سعود بن عبد الله للتفوق الأكاديمي وجائزة علوم الاتصال والسلوك التطبيقي.
التحق بكلية كينجز لندن إحدى أعرق الكليات في المملكة المتحدة حيث حصل على بكالوريوس في العلوم الحربية بتفوق مع مرتبة الشرف وذلك في 20 يوليو 2015.

## المسيرة السياسية والعسكرية
عينه ملك البحرين برتبة ملازم ثاني بقوة دفاع البحرين في 15 أبريل 2011 وقد أدى قسم الخدمة العسكرية آنذاك. شارك بعد تخرجه مباشرة في دورة خاصة بوحدة الدروع الملكية التابعة للجيش البريطاني والتي استمرت لمدة عام واحد قبل أن ينضم لوحدة الدروع الملكية بقوة دفاع البحرين. تمت ترقيته إلى رتبة ملازم أول في 9 مايو 2015 كما حصل على نوط الشهامة. في عام 2019 وصل إلى رتبة نقيب.

## الاهتمامات
يحرص آل خليفة على المحافظة على الإرث الثقافي والتاريخي لمملكة البحرين من خلال رعاية وحضور العديد من الفعاليات التي تهتم بهذا الشأن. لديه العديد من الهوايات من أهمها القراءة والرماية والسباحة وركوب وسباقات الخيل.

## الحياة الشخصية
في 22 مارس 2017 تزوج ورزق بأحمد (2018) وبسمة (2020).

## التكريم والجوائز
- جائزة سعود بن عبد الله للتفوق الأكاديمي وجائزة علوم الاتصال والسلوك التطبيقي (2011).
- نوط الشهامة (2015).